# Neworor
Neworor är en kulle i Mikronesiens federerade stater. Den ligger i kommunen Udot-Fonuweisom och delstaten Chuuk, i den västra delen av landet, 700 km väster om huvudstaden Palikir. Toppen på Neworor är 149 meter över havet.